# Minibiotus weglarskae
Minibiotus weglarskae is een soort in de taxonomische indeling van de beerdiertjes (Tardigrada).
Het diertje behoort tot het geslacht Minibiotus en behoort tot de familie Macrobiotidae. De wetenschappelijke naam van de soort werd voor het eerst geldig gepubliceerd in 2005 door Michalczyk, Kaczmarek & Claxton.